# Новый капитан Скарлет
Новый капитан Ска́рлет (англ. New Captain Scarlet) — британский научно-фантастический мультсериал 2005 года, ремейк мультсериала «Капитан Скарлет и мистероны» 1967 года, сделанный создателем оригинального сериала.

## Сюжет
К 2068 году мировая безопасность поддерживается международной спецслужбой «Спектрум» (англ. Spectrum). Служащим этой организации присваиваются кодовые имена — цвета. В соответствующий цвет окрашивается и форма служащего.
Злополучная миссия землян состоялась в 2068 году, когда людям с Марса стали поступать таинственные сигналы, исходившие от мистеронов, безжалостного инопланетного разума. «Спектрум» отправил своих лучших агентов — Капитана Скарлета и Капитана Блэка, чтобы те изучили сигналы.
Прибыв на место, агенты обнаружили инопланетный город. Приняв сканирующее устройство инопланетян, которые называли себя мистеронами, за оружие, Капитан Блэк открыл огонь, полностью уничтожив город. Используя свою невероятную способность к «ретрометаболизму» — восстановлению материи — мистероны восстановили город, но поклялись отомстить землянам за их неспровоцированное нападение. Это противостояние приняло форму психологической войны. Мистероны использовали свои способности влиять на людей, транспортные средства и неодушевлённые предметы, которые впоследствии попадали под их контроль. Не все мистероны жаждали войны, некоторые хотели помочь землянам, но безуспешно.
Первым агентом мистеронов на Земле стал капитан Блэк, точнее его копия. Он был воссоздан из тела настоящего агента «Спектрума». Тела агентов, которые становились не нужны мистеронам, разрушались.
Весь персонал, силы и средства «Спектрума» были мобилизованы, чтобы сражаться с угрозой мистеронов. Эта борьба повлияла на судьбу одного человека, сделав его неистребимым — капитана Скарлета. Убитый во время первого нападения мистеронов, Скарлет был реплицирован ими, чтобы стать орудием уничтожения, но власть мистеронов над ним была потеряна после того, как он провалился сквозь энергетический трубопровод. Сохраняя воспоминания прежнего человека, его личность и принципы, новый капитан Скарлет также сохранил от мистеронов способность выживать после повреждений, которые стали бы смертельными для другого человека, делая его самым грозным оружием «Спектрума» в их непрерывной борьбе против угрозы с Марса.

## Основные персонажи

### Оперативники «Спектрума»
- Капитан Скарлет (англ. Captain Scarlet) — настоящее имя Пол Мэткалф (англ. Paul Metcalfe) — 32-летний ведущий оперативный сотрудник «Спектрума». Имеет двойное британо-американское гражданство. После того, как он погиб от рук мистеронов, он был реплицирован ими, чтобы помочь им уничтожить Землян. Однако падение с большой высоты и сильный удар током вернули Скарлету прежнюю личность. Как и любой другой репликант мистеронов, Скарлет обладает способностью к «ретрометаболизму» — любые раны на его теле, даже смертельные, быстро заживают, что делает его практически бессмертным. Судя по некоторым сериям, испытывает чувства к девушке-пилоту Дэстини.
- Капитан Блу (англ. Captain Blue) — А́дам Свенсон (англ. Adam Svenson) — американский агент, бывший армейский офицер. Является напарником капитана Скарлета.

Большинство кодовых имён персонажей представляют собой цвета: капитан Скарлет (от англ. scarlet — алый), капитан Блу (от англ. blue — синий), капитан Грин (от англ. green — зелёный), капитан Блэк (от англ. black — чёрный), полковник Уайт (от англ. white — белый).

### Ангелы
Ангелы — пять девушек-пилотов, лучшая эскадрилья на планете. Их кодовые имена, кроме Дэстини (от англ. destiny — судьба), соответствуют музыкальным терминам: Си́мфони (англ. Symphony — симфония), Ме́лоди (англ. Melody — мелодия), Ха́рмони (англ. Harmony — гармония) и Рэ́псоди (англ. Rhapsody — рапсодия).
- Дэ́стини — бывшая девушка капитана Блэка. После его смерти она сближается с капитаном Скарлетом.

### Командование и палубные офицеры
- Полковник Уайт (англ. Colonel White) — сэр Чарльз Грэй — 55-летний бывший директор МИ-6. Командир Спектрума. Женат. Есть дочь.
- Лейтенант Грин (англ. Lieutenant Green) — Серена Льюис — 27-летняя американка. Координатор (англ. controller of operations) «Спектрума». Обычно именно она поддерживает связь с оперативниками на земле и с другими организациями. Её отец был космонавтом и полетел на Юпитер, но, когда вернулся, оказался под властью мистеронов.

Доктор Голд (англ. Doctor Gold) — доктор Мэйсон Фрост. Оказывает медпомощь. Однажды был загипнотизирован мистероном, который был репликой отца лейтенанта Грин.

### Враги
- Капитан Блэк (англ. Captain Black) — Конрад Лефкон. Настоящий Капитан Блэк погиб вместе со Скарлетом на Марсе. Его двойник действует, выполняя волю мистеронов, совершая диверсии или убивая людей, чтобы мистероны могли создать вместо них репликантов. Он сам был реплицирован после того, как мистероны потеряли власть над Скарлетом.
- Мистероны — инопланетная цивилизация, значительно опережающая землян в развитии. Они обладают способностью создать точную копию (иногда называемую репликантом) убитого человека и контролировать его. Вероятно, хотя они и воюют с людьми, они не хотят уничтожить человечество, а просто хотят заставить людей признать своё поражение — преподать им урок.

## Второстепенные персонажи

### Оперативные агенты «Спектрума»
- Капитан Охра (англ. Captain Ochre) — Элейн МакГи — ирландский агент. Принимает участие в некоторых операциях (например, в сериях «Энигма» и «Большой Сиртис»). Обладает хорошим чувством юмора. Имеет романтические отношения с капитаном Маджентой.
- Капитан Грэй (англ. Captain Grey) — Лейн Таггарт — шотландский агент. Играет на волынке. Он самый старший из агентов «Спектрума», ему 38 лет.
- Капитан Маджента (англ. Captain Magenta) — Марио Моро — итальянский агент. Любвеобилен. Часто флиртует с женщинами, правда, без особого успеха, что заставляет Элейн (капитана Охру) ревновать.

## Отличия от оригинального сериала
- База «Спектрума» — это улучшенная версия прежней базы, в арсенале которой имеется широкое разнообразие транспортных средств и оружия. Оперативники «Спектрума» теперь живут на борту корабля.
- В новой версии «ангелы» для взлёта используют специального робота по кличке Фред, которым управляет офицер с помощью телеприсутствия. Управляющий находится внутри базы в целях безопасности. Он подает сигналы рукой, которые соответствуют порядку запуска самолётов.
- Лейтенант Грин и капитан Охра — женщины.
- Экран командирского пульта управления в новой версии голографический.
- Вместо доктора Фавна в «Новом капитане Скарлете» появился совершенно другой персонаж — доктор Голд.
- Была изменена музыка, заменена эмблема «Спектрума».
- Зелёные «кольца» Мистеронов остались, но был изменён голос мистеронов. В особенно драматические моменты глаза агентов мистеронов некоторое время горят ярким зелёным светом.
- В новой версии развиваются более сложные сюжетные линии, касающиеся личных взаимоотношений героев: прослеживается романтическая связь между капитаном Скарлетом и Дэстини, которая прежде любила капитана Блэка. Есть намёки на чувства между капитаном Блу и лейтенантом Грин. В старой версии у Скарлета были лишь короткие отношения с Дэстини, и существовали отношения между капитаном Блу и Симфони.